# 다음 요즘
다음 요즘은 다음에서 서비스했던 마이크로블로그이다. 2009년 비공개 베타테스트를 거쳐 2010년 2월 출시했다. 요즘은 트위터나 미투데이처럼 비슷한 부류의 SNS라는 특성을 가지고 있으며 글 작성시 미투데이처럼 최대 150자까지만 글자 수를 허용하는 것으로 볼 수 있다.
이 외에도 소문내기, 친구맺기 등의 기능이 있다.
2013년 8월 30일 서비스를 종료했다.